# Carl Hatch

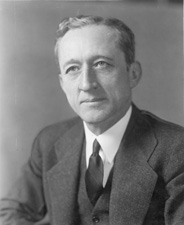
Carl Hatch

Carl Atwood Hatch (* 27. November 1889 in Kirwin, Phillips County, Kansas; † 15. September 1963 in Albuquerque, New Mexico) war ein US-amerikanischer Jurist und Politiker (Demokratische Partei), der den Bundesstaat New Mexico im US-Senat vertrat.
Carl Hatch besuchte zunächst die öffentlichen Schulen in Kansas und Oklahoma. 1912 machte er seinen Jura-Abschluss an der Law School der Cumberland University in Tennessee und wurde in die Anwaltskammer aufgenommen, woraufhin er in Eldorado (Oklahoma) zu praktizieren begann. 1916 zog er nach Clovis in New Mexico um und arbeitete dort zunächst ebenfalls als Jurist.
Sein erstes öffentliches Amt bekleidete er zwischen 1917 und 1918 als stellvertretender Attorney General des Staates New Mexico. Zwischen 1919 und 1921 war Hatch Leiter der staatlichen Steuerbehörde (State collector of internal revenue). 1923 wurde er zum Richter für den neunten Gerichtsbezirk von New Mexico berufen, was er bis 1929 blieb. Von 1930 bis 1933 gehörte er dem State board of bar examiners an, der Kontrollbehörde für die Zulassung zur Anwaltskammer.
Nach der Mandatsniederlegung von US-Senator Sam G. Bratton, der ein Richteramt übernahm, wurde Carl Hatch im Oktober 1933 zu dessen Nachfolger im Kongress berufen. Im folgenden Jahr setzte er sich bei der Wahl zu einer kompletten Legislaturperiode durch; die Wähler bestätigten den Demokraten in den Jahren 1936 und 1942, ehe er 1948 nicht mehr antrat und somit im Jahr darauf aus dem Senat ausschied. 1939 war er maßgeblich an dem auch nach ihm benannten Hatch Act beteiligt. Dieses Gesetz aus dem Jahr 1940 untersagte Angestellten des Bundes die politische Betätigung. Hatch war außerdem Vorsitzender des Committee on Privileges and Elections.
Im Jahr 1949 wurde Carl Hatch zum Richter am Bundesbezirksgericht für den Distrikt New Mexico ernannt. Diesen Posten behielt er bis zu seinem Rücktritt 1963. Noch im selben Jahr verstarb er in Albuquerque.